# 甲府富士北麓連絡道路
甲府富士北麓連絡道路（こうふふじほくろくれんらくどうろ）は、山梨県甲府市と富士吉田市を結ぶ地域高規格道路である。

## 概要
甲府富士北麓連絡道路は甲府市と富士吉田市を結ぶ地域高規格道路の候補路線として指定されている。2022年現在、御坂峠をバイパスする河口〜藤野木区間のみが事業化されている。

## 歴史
甲府市と富士吉田市を結ぶ道の歴史は古く、旧道路法下の1931年（昭和6年）に御坂峠に御坂隧道が開通、従来笹子峠経由であった国道8号をこの経路に変えられた。笹子隧道が完成する前は､甲府と大月方面を結ぶ道路としても利用されてきた。
1952年（昭和27年）の新道路法制定により、一級国道20号は再び笹子峠を経由するものとされ、御坂峠は一旦国道ではなくなったものの、翌1953年（昭和28年）に、御坂峠を経由する二級国道137号富士吉田甲府線として指定された。
御坂峠はその後、1967年（昭和42年）に新御坂トンネル有料道路として開通し、1994年（平成6年）の無料化まで有料道路として供された。
その後、前後区間は改良が進められ、甲府側から上黒駒バイパス、御坂（藤野木）改築、新御坂トンネル区間、河口II期バイパス、吉田河口湖バイパスのうち、新御坂トンネル区間のみが地域高規格道路の規格を満たしておらず、急勾配や急カーブが連続し、冬季の積雪などの課題を有していた。また、新御坂トンネルも建築限界が小さく供用後半世紀以上を経て老朽化も問題となっていた。このことから対策が検討され、2020年（令和2年）3月25日に延長4.6kmの長大トンネルで通過する全長5.5 kmのルートが公表された。2022年（令和4年）にこの区間が河口〜藤野木区間として山梨県を事業主体とする国補助事業として事業化された。